# White Knuckles
White Knuckles — альбом-компиляция ирландского гитариста и певца Гэри Мура, изданный в 1985 году.

## Об альбоме
White Knuckles был издан британской фирмой грамзаписи Raw Power records на волне общей популярности музыканта в середине 1980-х. Выпускался в виде виниловой пластинки и компакт-диска. На японском рынке неоднократно переиздавался, последний раз в 2010 году. Кроме того, в 1994 году, фирмой SNC Records пластинка была выпущена на постсоветском пространстве.
Музыкальное содержание альбома представляет собой набор песен с дисков исполнителя: «G-Force», «Dirty Fingers» и «Live at the Marquee», то есть охватывает материал, на который распространялось издательское право звукозаписывающей компании Jet Records, курировавшей Мура в тот период времени.

## Список композиций
| №  | Название                             | Автор(ы)         | Длительность |
| -- | ------------------------------------ | ---------------- | ------------ |
| 1. | «Nuclear Attack»                     | Гэри Мур         | 5:08         |
| 2. | «White Knuckles / Rockin' & Rollin'» | Мур, Марк Носиф  | 5:04         |
| 3. | «Run to Your Mama» (live version)    | Мур              | 5:17         |
| 4. | «You»                                | Мур              | 4:07         |
| 5. | «Dirty Fingers»                      | Мур              | 1:10         |
| 6. | «Parisienne Walkways» (live version) | Мур, Фил Лайнотт | 7:21         |

| №  | Название                       | Автор(ы)               | Длительность |
| -- | ------------------------------ | ---------------------- | ------------ |
| 1. | «Really Gonna Rock Tonight»    | Мур                    | 3:46         |
| 2. | «Hiroshima»                    | Мур                    | 4:26         |
| 3. | «You Kissed Me Sweetly»        | Тони Ньютон, Вилли Ди  | 4:11         |
| 4. | «Dancin'»                      | Мур, Носиф, Ньютон, Ди | 4:28         |
| 5. | «Hot Gossip»                   | Мур                    | 3:30         |
| 6. | «She's Got You» (live version) | Мур, Носиф             | 7:01         |